# Bosjön, Östergötland
Bosjön är en sjö i Valdemarsviks kommun i Östergötland och ingår i Söderköpingsån-Vindåns kustområde. Sjön har en area på 0,273 kvadratkilometer och ligger 15,4 meter över havet.

## Delavrinningsområde
Bosjön ingår i det delavrinningsområde (645404-155415) som SMHI kallar för Utloppet av Trehörningen. Medelhöjden är 33 meter över havet och ytan är 6,96 kvadratkilometer. Räknas de 2 avrinningsområdena uppströms in blir den ackumulerade arean 29,38 kvadratkilometer. Avrinningsområdets utflöde mynnar i havet. Avrinningsområdet består mestadels av skog (77 procent). Avrinningsområdet har 0,87 kvadratkilometer vattenytor vilket ger det en sjöprocent på 6,5 procent.